# Cycnoches egertonianum
Cycnoches egertonianum es una especie de orquídea epifita, originaria de Sudamérica.

## Descripción
Es una especie de orquídea de tamaño mediano que prefiere el clima cálido,  es epifita  con pseudobulbos casi cilíndricos, 15 cm de largo y 2.5 cm de ancho, uno foliado y varios defoliados, cuando jóvenes envainados, cuando viejos desnudos y anillados. Hojas de 2–21 cm de largo y hasta 5 cm de ancho, articuladas con sus vainas. Inflorescencia péndula, con flores unisexuales y dimorfas, verdes o manchadas de purpúreo obscuro; racimo masculino con 25 flores, pedúnculo hasta 45 cm de largo, brácteas de 7–15 mm de largo, sépalo dorsal 32 mm de largo y 6 mm de ancho, sépalos laterales 30 mm de largo y 8 mm de ancho, fuertemente reflexos, pétalos 20 mm de largo y 7 mm de ancho, labelo soldado con la columna, erecto, largamente unguiculado, uña contigua con el pie de la columna, lámina redondeada de 5 mm de diámetro, a cada lado con 4 lobos delgados de 5 mm de largo, 2 lobos basales planos y anchos y 1 lobo medio de 6 mm de largo, columna alargada y fuertemente encorvada de 22 mm de largo, dilatada hacia el ápice; racimo femenino con 1–2 flores, pedúnculo 5 cm de largo, sépalo dorsal 3.5 cm de largo, sépalos laterales 3 cm de largo y 13 mm de ancho, pétalos 32 mm de largo y 16 mm de ancho, con bordes delgados y reflexos, labelo súpero en la flor, unguiculado, con la uña de 5 mm de largo, gruesa y carnosa, lámina 20 mm de largo y 15 mm de ancho, convexa, muy carnosa, columna 15 mm de largo, encorvada y dilatada en el ápice.

## Distribución y hábitat
Se encuentra en México y Guatemala y luego hacia el sur de Colombia, Perú y Brasil en elevaciones de 600 a 1800 metros sobre el tronco de los árboles en los bosques húmedos.

## Taxonomía
Cycnoches egertonianum fue descrito por James Bateman y publicado en The Orchidaceae of Mexico and Guatemala t. 40. 1842.
Sinonimia
- Cycnoches amparoanum Schlechter 1923;
- Cycnoches densiflorum Rolfe 1909;
- Cycnoches egertonianum var. viride Lindley 1846;
- Cycnoches glandiferum A. Rich & Gal. 1879;
- Cycnoches pachydactylon Schlechhter 1922;
- Cycnoches pauciflorum Schlecter 1923;
- Cycnoches rossianum Rolfe 1891;
- Cycnoches stelliferum Lodd. 1844;
- Cycnoches stenodactylon Schlechter 1922;
- Cycnoches ventricosum var. egertonianum Hkr. 1844[4]